# سانتا مارغاريتا (جزر البليار)
بلدية سانتا مارغاريتا (بالإسبانية: Santa Margarita) هي بلدية تقع في منطقة جزر البليار شرق إسبانيا.

## الديموغرافيا
بلغ عدد سكان بلدية سانتا مارغاريتا 11.718 نسمة عام 2011 (وفقاً للمعهد الوطني للإحصاء الإسباني).
| 6.789 | 7.493 | 8.776 | 9.719 | 10.608 | 11.537 | 11.718 |

## أعلام
- أنطونيو تاولير
- جوان مارش